# 北桔橋門
北桔橋門（きたはねばしもん）は、江戸城天守台北側と北の丸方面をつなぐ城門である。

## 概要
竹橋から千鳥が淵に抜ける通称 代官町通りの北の丸入口の正面にある小さな橋であり、皇居の天守台北側と北の丸方面をつなぐ城門でもある。ここは、東の平川濠と西の乾濠を分ける土橋になっている部分で、いわゆる橋になっているのは、皇居東御苑の入口から僅か5～6メートルの部分のみである。

### 門名の由来
江戸時代、ここには「北桔橋門」という枡形門があった。この門を入ったすぐ正面には江戸城の天守閣があり、この門は江戸城北側の守りの最重要地点でもあった。そのため橋の形状を「跳ね橋（橋の片方を跳ね上げて渡れなく出来る）としたことから、『北桔橋（きたはねばし）』と呼ばれる。江戸時代にはこの橋はほとんど跳ね上げた状態になっていたらしいが、現在でも、門の柱には橋を跳ね上げるために滑車をつるしたと思われる金具が残っている。

## 石垣

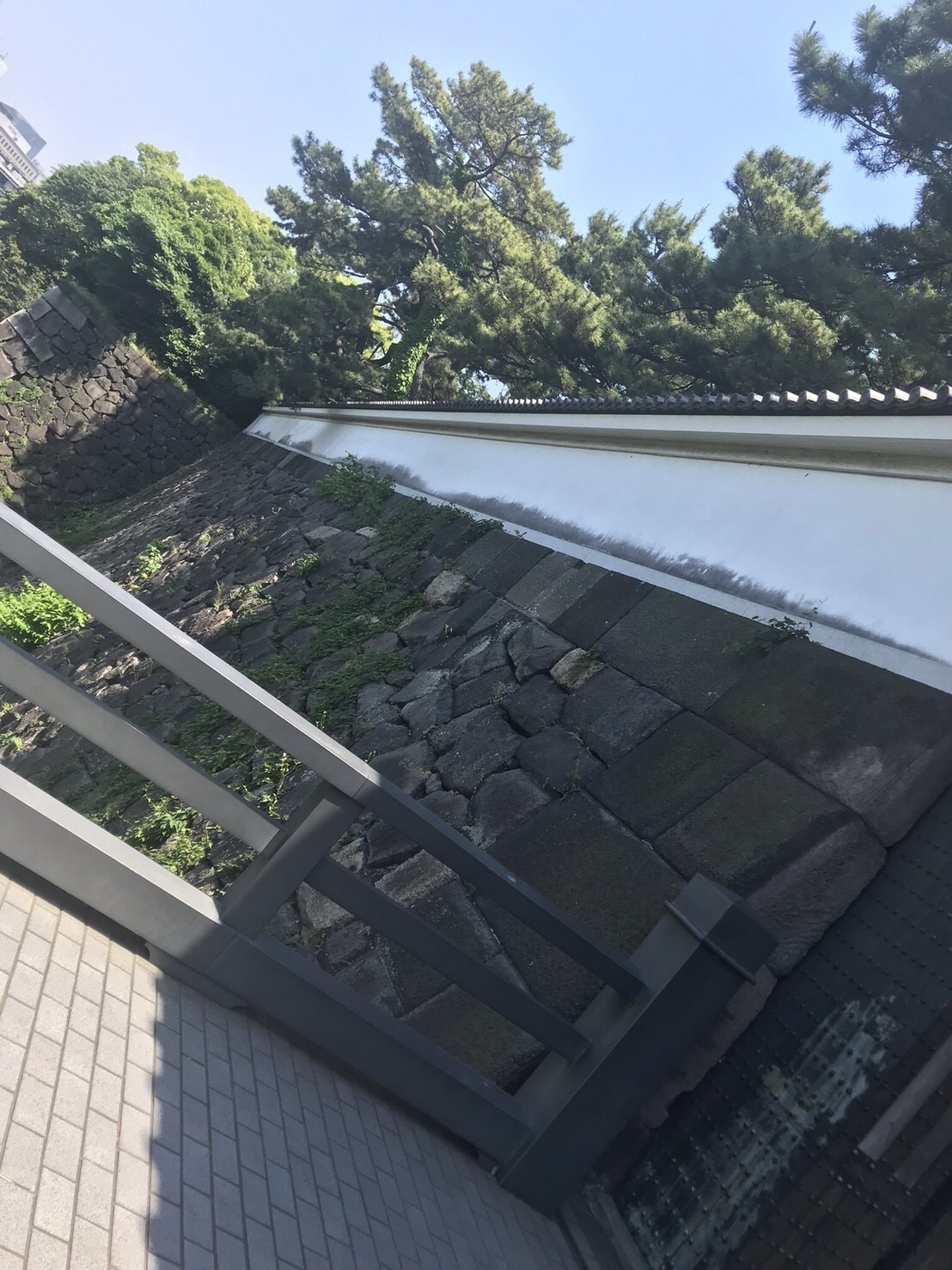
北桔橋門の石垣

北桔橋の石垣は土塁式石垣が使われている。土塁は石垣にするための石が入手しにくい場所などで多用されたといわれている。土塁は関東や東北など東国の城に多く見られ、近畿より西国の城にはあまり使用されていないようだ。土塁式石垣は構造的には三段構造となっており、基礎部分は濠の中に入って土台となる大型の根石が据えられている。その上に積まれた石垣が腰巻石垣と俗称されて、水面上に帯状に見られる。その上は高い土塁が築かれてクロマツや桜が植えられており、俗に腹巻土塁ともいわれ天端には3メートル前後の幅で平坦部がある。最上部の石垣は鉢巻石垣と称して高さ3メートル少々ある。 所々に算木積と呼ばれる角部が見られる。土塁造りには通常、堀や曲輪を造ったときに出る土砂を利用した。土塁は土居（どい）ともいい、土をたたき固めて造った土塁をたたき土居、土塁の斜面の崩落を防止するために芝が植えられた土塁を芝土居という。

## 北桔橋門周辺の植物

### 春
- ソメイヨシノ[4]
- エドヒガン[4]
- コヒガンザクラ[4]
- ヤエベニシダレ[4]

### 冬
- エノキ[5]
- エノキに寄生したヤドリギ[5]

## 交通
- 東京メトロ東西線竹橋駅から徒歩約7分。
- 東京メトロ半蔵門線、都営地下鉄三田線、新宿線神保町駅から徒歩約15分。
- 東京メトロ東西線、半蔵門線、都営地下鉄新宿線九段下駅から徒歩約16分。
- 都営バス一ツ橋（東京都）から徒歩約10分、専大前交差点から徒歩約11分、千代田区役所から徒歩約11分。